# RhB Gm 4/4
De Gm 4/4 is een dieselhydraulische locomotief bestemd voor het spooronderhoud van Rhätische Bahn (RhB).

## Geschiedenis
Deze locomotief werd door Maschinenbau Kiel (MaK) in Kiel ontwikkeld en gebouwd voor smalspoorlijnen in Duitsland.
Deze locomotief werd in 1959 door MaK voor Alsen'schen Portland-Cementwerke in Lägerdorf bij Itzehoe (Duitsland) geleverd. De oorspronkelijke spoorwijdte was 860 mm. De Kreisbahn Aurich schafte in 1964 de locomotief als D8 aan voor het rolbokkenvervoer. Hiervoor werd de locomotief bij Schöma omgespoord tot een spoorwijdte van 1000 mm. De laatste goederentrein reed in 1969.
In 1971 kwam de locomotief als D4 bij de Brohltalbahn GmbH te Brohl-Lützing. Hier werd de locomotief tot 1986 voor de Vulkan-Express gebruikt.
In 1989 kocht de Rhätische Bahn (RhB) deze locomotief voor 23,310 DM van de Brohltal-Eisenbahn. De locomotief kwam toen als Gm 4/4 nummer 241 in gebruik. Op 17 november 2023 keerde de lokomotief als D4 terug bij de Brohltalbahn GmbH te Brohl-Lützing

### Ombouw
- In 1967 werd bij Schöma de spoorwijdte van 860 mm omgespoord tot een spoorwijdte van 1000 mm (meterspoor).
- In 1999 werd in de werkplaats van de Rhätische Bahn (RhB) groot onderhoud uitgevoerd. Hierbij werden de twee MWM motoren vervangen door twee Cummins motoren.

## Constructie en techniek
De locomotief heeft een stalen frame. De tractie-installatie heeft twee diesel motoren die gekoppeld is aan een hydraulische versnellingsbak die ieder door aandrijfassen verbonden is met beide draaistellen en daarbij de assen aandrijft.

## Treindiensten
De locomotief wordt door de Rhätische Bahn (RhB) gebruikt bij het spooronderhoud. Sinds de ombouw in 1999 wordt de lokomotief meestal in de rangeerdienst te Untervaz ingezet.